# Giovanni Piazza
Giovanni Piazza (Roma, 27 novembre 1937 – Roma, 13 aprile 2022) è stato un musicista e insegnante italiano.

## Biografia
Secondogenito di Ugo Piazza, medico e poeta faentino, nel 1953 Giovanni Piazza entrò al Conservatorio di Santa Cecilia e ottenne il diploma di corno con Domenico Ceccarossi. Studiò poi Composizione, per otto anni, coi maestri Gianluca Tocchi, Armando Renzi e Virgilio Mortari. Terminato il servizio militare, s'iscrisse al Corso di direzione d’orchestra, tenuto da Franco Ferrara al Conservatorio di Santa Cecilia, iniziando dal Corso estivo che Ferrara aveva tenuto alle Vacanze Musicali di Venezia. Ha seguito sempre il Maestro, anche d'estate, all'Accademia Chigiana e a Venezia. A Berlino ha studiato Direzione d’orchestra con Richard Kraus e scoperto la pratica della Gehörbildung (educazione dell’orecchio), totalmente sconosciuta nei conservatori italiani.
Nella biblioteca della Musikhochscule trovò i libri dell’Orff-Schulwerk tedesco che condizionarono la sua scelta didattica e pedagogico-musicale e lo portarono a diffondere l’Orff-Schulwerk in Italia.
Ha insegnato alla Scuola sperimentale di composizione del Conservatorio Santa Cecilia di Roma. Col Gruppo di Improvvisazione Nuova Consonanza ha prodotto per anni musiche e montaggi musicali, per teatro e per spettacoli multimediali e di danza. Ha collaborato con il Teatro dell'Opera di Roma (1980-85), con la RAI (1982-89) e col ministero della Pubblica istruzione (dal 1998).

### Didattica
La rielaborazione italiana della Metodologia Orff è stata realizzata da Giovanni Piazza a partire dai primi anni Settanta, caratterizzandosi per un tipo di approccio allo strumentario Orff completamente nuovo e di spiccata attualità psico-pedagogica.
Alla musica ci si accosta facendo musica con la voce, con il corpo, con gli strumenti e non cominciando con l'imparare le note, le quali non sono che la registrazione grafica delle nostre invenzioni sonore, e come tali ne sono una conseguenza e non una premessa. Il primo apprendimento della musica, incluso l'avvio alla lettura e alla scrittura della notazione, secondo Giovanni Piazza scaturisce sempre dall'esperienza musicale e nasce quindi da un approccio esplorativo e sperimentale, non da premesse astratte e teoriche.
La musica non è separabile dalle altre attività espressive (linguaggio, gesto e movimento, danza): l’attività musicale è collettiva, aperta alle pratiche di improvvisazione e composizione elementare, caratterizzata da quella "elementarità" che si ritrova, sia nei modelli musicali sia negli strumenti utilizzati.
Giovanni Piazza si impegnava non alla realizzazione di un'antologia di musiche per bambini, ma alla progettazione di un percorso metodologico, capace di prefigurare l’immagine di un insegnante creativo, ma anche di lavorare in autonomia.
Nel corso degli anni ha condotto seminari in Italia, riunendo attorno a sé operatori che si riconoscono nella sua linea pedagogica.
In collaborazione con due Scuole Popolari di Musica romane (Insieme per Fare e la Donna Olimpia) ha attivato il corso "Metodologia e pratica dell’Orff-Schulwerk", che ha acquisito dimensione nazionale e che, qualche anno dopo, in collaborazione con la Scuola popolare di musica Donna Olimpia, si è trasformato nel "Progetto Orff-Schulwerk".
Nel maggio 2001 è nata l’associazione "OSI- Orff Schulwerk Italiano" (OSI). La crescente diffusione dei seminari esterni, ad opera dei docenti del "Progetto", ha sviluppato rapporti con altre Associazioni musicali nazionali. Nel 2005 è nato il Forum organizzativo dell’OSI, cui hanno aderito Associazioni, interessate ad una collaborazione che si è concretizzata in attività decentrate.

### Musica
- "Tre per due", pezzi facili per pianoforte a sei mani, Mainz, Schott, 1998.
- "Drei mal zwei - Tre per due", 10 pezzi facili per pianoforte a sei mani, Mainz, Schott, 1998.
- Tre pezzi per pianoforte a 4 mani e strumentario Orff, I/Partitura e II/Partitura, Bescia, OSI-MKT, 2003.
- "Il Cow-boy misterioso", su poesie di Roberto Piumini, per coro interattivo a 2 voci bianche e pianoforte, integrati da strumenti vari e body percussion, Brescia, OSI-MKT, 2007.
- "L’Ippopo...", 19 pezzi facili per pianoforte su poesie e con disegni originali di Toti Scialoja, Brescia, OSI-MKT, 2008.

### Scritti
- Orff-Schulwerk-Musica per bambini, Edizione italiana elaborata sulla base dell'opera didattica di Carl Orff e Gunild Keetman, Milano, Suvini Zerboni, 1979.
- Educazione dell'orecchio, Milano, Ricordi, 1987.
- Musica a scuola con lo strumentario Orff, v. I, Gli strumenti ritmici, Villafranca, Amadeus, 1991.
- Musica a scuola con lo strumentario Orff, v. II, Gli strumenti a barre, Villafranca, Amadeus, 1991.
- Pentajazz - Diversi usi delle pentafonie per un approccio didattico al jazz immediato e creativo, Brescia, OSI-MKT, 2003. Con CD allegato.
- L’Orff-Schulwerk in Italia. Storia, esperienze e riflessioni, Torino, EDT/SIEM, 2010.